# 羽城町
羽城町（はじょうちょう、はじょまち）は、愛知県名古屋市熱田区の地名。

## 歴史
江戸期は熱田神宮領の一部で、「羽城村」「羽城之内」などと呼ばれていた。
加藤図書助の屋敷があったことで知られ、曲輪の中に長さは194間余、家数100程度の漁師が住む町があったという。

### 町名の由来
堀のような地形に囲まれ、城郭様の町であったことに由来するとみられる。

### 行政区画の変遷
- 1878年（明治11年）12月28日 - 熱田村の一部より、愛知郡羽城町が独立[4]。
- 1889年（明治22年）10月1日 - 合併により、愛知郡熱田町大字羽城となる[4]。
- 1907年（明治40年）6月1日 - 合併により、名古屋市熱田羽城町となる[4]。
- 1908年（明治41年）4月1日 - 南区編入により、同区熱田羽城町となる[4]。
- 1937年（昭和12年）10月1日 - 熱田区編入により、同区熱田羽城町となる[4]。
- 1939年（昭和14年）12月15日 - 改称により、熱田区羽城町となる[4]。
- 1981年（昭和56年）9月20日 - 全域が熱田区伝馬二丁目に編入され消滅[4]。

### 字一覧
かつて羽城町には小字が存在した。1882年時点で羽城町に存在した小字は以下の通り。なお小字はすべて消滅している。
| 字       | 読み         | 備考 |
| -------- | ------------ | ---- |
| 羽城之内 | はじょのうち |      |

## 人物
- 徳川家康

6歳から8歳頃、織田信秀の人質として暮らした地とされる。